# Rhabdomastix tatrica
Rhabdomastix tatrica là một loài ruồi trong họ Limoniidae. Chúng phân bố ở miền Cổ bắc.